# Aeroporto Deputado José Afonso de Almeida
Aeroporto Deputado José Afonso de Almeida är en flygplats i Brasilien.   Den ligger i kommunen Jacarezinho och delstaten Paraná, i den södra delen av landet, 800 km söder om huvudstaden Brasília. Aeroporto Deputado José Afonso de Almeida ligger 525 meter över havet.
Terrängen runt Aeroporto Deputado José Afonso de Almeida är platt åt nordväst, men åt sydost är den kuperad. Terrängen runt Aeroporto Deputado José Afonso de Almeida sluttar norrut. Närmaste större samhälle är Jacarezinho, 3,2 km sydväst om Aeroporto Deputado José Afonso de Almeida.
Omgivningarna runt Aeroporto Deputado José Afonso de Almeida är huvudsakligen savann. Runt Aeroporto Deputado José Afonso de Almeida är det ganska tätbefolkat, med 54 invånare per kvadratkilometer.